# Орден Святого Георгия (Российская Федерация)
О́рден Свято́го Гео́ргия — высшая военная награда Российской Федерации с 8 августа 2000 года.

## История ордена
После провала попытки ГКЧП захвата власти в Москве в августе 1991 года орден Святого Георгия хотели восстановить и вручить защитникам Белого дома, но затем от этой идеи отказались, учредив медаль «Защитнику свободной России».
В 1992 году после распада СССР независимые республики, включая Россию, создавали свои собственные государственные атрибуты, отличные от прежних. Указ Президиума Верховного Совета Российской Федерации № 2424-1 от 2 марта 1992 года сохранил часть прежних орденов и дал указание комиссии по государственным наградам при президенте Российской Федерации разработать статуты восстановленного ордена Святого Георгия и знака отличия «Георгиевский Крест»:

1. До принятия Закона Российской Федерации о государственных наградах сохранить в системе наград Российской Федерации ордена Суворова, Ушакова, Кутузова, Нахимова, Александра Невского.
Считать возможным использовать в Российской Федерации для награждения следующие ордена и медали бывшего Союза ССР: ордена дружбы народов и «За личное мужество», медали Ушакова, Нахимова, «За отвагу», «За отличие в охране государственной границы СССР», «За отличие в воинской службе», «За отличную службу по охране общественного порядка», «За отвагу на пожаре», «За спасение утопающих», — приведя их статуты, положения и описания в соответствие с государственной символикой Российской Федерации, а также восстановить российский военный орден Святого Георгия и знак «Георгиевский Крест».

2. Комиссии по государственным наградам при президенте Российской Федерации разработать статуты ордена Святого Георгия и знака отличия «Георгиевский Крест».— Указ Президиума Верховного Совета Российской Федерации «О государственных наградах Российской Федерации» № 2424-1
В октябре 1993 года в результате противостояния президента Б. Н. Ельцина и Верховного Совета законодательный орган был распущен. Работа над восстановлением ордена Святого Георгия затормозилась до 2000 года.
Статут восстановленного ордена был утвержден указом президента России от 8 августа 2000 года № 1463, но до 2008 года награждений не производилось. Это было связано со статутом ордена, по которому удостоиться награды можно было только во время боевых действий при нападении внешнего врага. Российская Федерация таких войн за истекший период не вела.
12 августа 2008 года статут ордена был изменён и появилась возможность награждать им за проведение боевых и иных операций на территории других государств при поддержании или восстановлении международного мира и безопасности («миротворческие операции»). Президент России Д. А. Медведев, выступая 18 августа 2008 года на церемонии награждения первых кавалеров ордена Св. Георгия и Георгиевского креста, заявил:

«Этот знак отличия был восстановлен в 2000 году для тех, кто проявил себя в боях против внешней агрессии. Однако в целях возрождения славных традиций георгиевских кавалеров мною принято решение вручать эти награды за поддержание международного мира и безопасности на территории другого государства».

## Награждения
- Первым кавалером ордена IV степени 18 августа 2008 года стал командующий войсками Северо-Кавказского военного округа генерал-полковник Сергей Макаров за успешное проведение операции в ходе войны в Грузии.
- За эту же операцию вторым кавалером ордена IV степени стал 1 октября 2008 года подполковник спецназа ВДВ Анатолий Лебедь, уже удостоенный звания Героя Российской Федерации.
- В журнале «Российское военное обозрение» (№ 12 за 2008 г.)[5] в биографиях военачальников указаны трое награждённых орденом Святого Георгия II степени: начальник Генерального штаба Вооружённых сил РФ генерал армии Николай Макаров (орден № 2), главнокомандующий Сухопутными войсками генерал армии Владимир Болдырев (орден № 4), главнокомандующий Военно-воздушными силами генерал-полковник Александр Зелин[6] (орден № 3)[7]. Орденом отмечено их участие в боевых действиях в Южной Осетии в августе 2008 года. Данное награждение произведено с отступлением от статута ордена, предусматривающего последовательное награждение орденом (от низшей степени к высшей).

За отличия при проведении операции в зоне конфликта в Южной Осетии орденом Святого Георгия к декабрю 2008 года награждено 8 генералов и офицеров (согласно сведениям, сообщённым начальником 3-го управления присвоения воинских званий и награждений Главного управления кадров Министерства обороны РФ генерал-лейтенантом А. Ильиным). Министерство обороны не раскрывает информации по именам большинства награждённых. В прессе, сообщая о награждениях, часто путают орден Св. Георгия, предназначенный для старших офицеров, с его знаком отличия Георгиевским крестом, которого удостаиваются прапорщики, старшины, сержанты и солдаты.
Из открытых источников известно, что орденом IV степени награждены также генерал-лейтенант Владимир Шаманов (2008) и генерал-майор Михаил Урасов (№ 007, указ от 25 мая 2009 года; вручение состоялось 8 августа 2009 года во Владикавказе на территории 58-й армии).
В 2016 году орденом IV степени награждены генерал-майор Юрий Яровицкий — начальник штаба — первый заместитель командующего 1 танковой армией Западного военного округа и Михаил Фрадков, директор Службы внешней разведки.
28 декабря 2017 года орден IV степени вручён военнослужащим, участвовавшим в боевых действиях российских войск в Сирии — подполковнику Денису Клетёнкину и генерал-лейтенанту Александру Лапину.
31 декабря 2022 года орден III степени был вручен генералу армии  Сергею Суровикину .

## Регалии ордена
| Орден Святого Георгия | Орден Святого Георгия | Орден Святого Георгия | Орден Святого Георгия | Орден Святого Георгия |
|                       | I степени             | II степени            | III степени           | IV степени            |
| --------------------- | --------------------- | --------------------- | --------------------- | --------------------- |
| Звезда ордена         |                       |                       |                       |                       |
| Знак ордена           |                       |                       |                       |                       |
| Планка ордена         |                       |                       |                       |                       |
|                       | I степени             | II степени            | III степени           | IV степени            |

## Статутордена
Восстановленный орден Святого Георгия обладает теми же внешними признаками, что и в имперское время. В отличие от прежнего ордена немного изменён порядок награждения: не только 3-я и 4-я степени, но все степени даются последовательно. Ежегодная пенсия кавалерам ордена не предусматривается.
| Извлечения из Статута ордена Святого Георгия. Указ президента Российской Федерации от 8 августа 2000 года № 1463: - Орден Святого Георгия является высшей военной наградой Российской Федерации. - Орденом Святого Георгия награждаются военнослужащие из числа старших и высших офицеров за проведение боевых операций по защите Отечества при нападении внешнего противника, завершившихся полным разгромом врага, ставших образцом военного искусства, подвиги которых служат примером доблести и отваги для всех поколений защитников Отечества и которые награждены государственными наградами Российской Федерации за отличия, проявленные в боевых действиях. - Орден Святого Георгия имеет четыре степени. Орден Святого Георгия I и II степени имеет знак и звезду, III и IV степени — только знак. Высшей степенью ордена является I степень. - Награждение орденом Святого Георгия производится только последовательно, от низшей степени к высшей. - Знак ордена Святого Георгия I степени носится на плечевой ленте, которая проходит через правое плечо. - Знак ордена Святого Георгия II и III степени носится на шейной ленте. - Знак ордена Святого Георгия IV степени носится на колодке на левой стороне груди и располагается перед другими орденами и медалями. - Награждённые носят знаки всех степеней ордена Святого Георгия. При этом награждённые орденом Святого Георгия I степени звезду ордена Святого Георгия II степени не носят. При ношении ордена Святого апостола Андрея Первозванного на плечевой ленте знак ордена Святого Георгия I степени не носится. - Фамилии, имена и отчества награждённых орденом Святого Георгия заносятся для увековечивания на мраморные доски в Георгиевском зале Большого Кремлёвского дворца в г. Москве. |

Указом президента Российской Федерации от 13 августа 2008 года «О внесении изменений в некоторые акты президента Российской Федерации о государственных наградах Российской Федерации» пункт 2 статута ордена изложен в новой редакции:
«2. Орденом Святого Георгия награждаются военнослужащие из числа старших и высших офицеров за проведение боевых операций по защите Отечества при нападении внешнего противника, завершившихся полным разгромом врага, а также за проведение боевых и иных операций на территории других государств при поддержании или восстановлении международного мира и безопасности, ставших образцом военного искусства, подвиги которых служат примером доблести и отваги и которые награждены государственными наградами Российской Федерации за отличия, проявленные в боевых действиях.»
Указом президента Российской Федерации от 7 сентября 2010 года № 1099 «О мерах по совершенствованию государственной наградной системы Российской Федерации» утверждён новый статут ордена. Основное изменение коснулось правила награждения 4-й степенью ордена. Если ранее ею предусматривалось награждать только старших и высших офицеров, по новому статуту право на награждение 4-й степень распространено и на младших офицеров.
15 сентября 2018 года в статут внесена возможность посмертного награждения.
1. Орденом Святого Георгия награждаются военнослужащие из числа высшего и старшего офицерского состава за проведение боевых операций по защите Отечества при нападении внешнего противника, завершившихся полным разгромом врага, а также за проведение боевых и иных операций на территории других государств при поддержании или восстановлении международного мира и безопасности, ставших образцом военного искусства, подвиги которых служат примером доблести и отваги.
Орденом Святого Георгия IV степени могут быть награждены также и младшие офицеры, проявившие в ходе боевых действий по защите Отечества личную отвагу, мужество и храбрость, а также высокое воинское мастерство, обеспечившие победу в бою.
2. Орден Святого Георгия имеет четыре степени:
- орден Святого Георгия I степени;
- орден Святого Георгия II степени;
- орден Святого Георгия III степени;
- орден Святого Георгия IV степени.

Высшей степенью ордена Святого Георгия является I степень.
3. Орден Святого Георгия I и II степени имеет знак и звезду, III и IV степени — только знак.
4. Награждение орденом Святого Георгия производится только последовательно, от низшей степени к высшей.
41. Награждение орденом Святого Георгия может быть произведено посмертно.
5. Знак ордена Святого Георгия I степени носится на чересплечной ленте, которая проходит через правое плечо.
Звезда ордена Святого Георгия I и II степени носится на левой стороне груди и располагается ниже орденов, носящихся на колодке, под звездой ордена Святого апостола Андрея Первозванного.
Знак ордена Святого Георгия II и III степени носится на шейной ленте выше ордена «За заслуги перед Отечеством».
Знак ордена Святого Георгия IV степени носится на колодке на левой стороне груди и располагается перед другими орденами и медалями.
Награждённые носят знаки всех степеней ордена Святого Георгия. При этом награждённые орденом Святого Георгия I степени звезду ордена Святого Георгия II степени не носят.
При ношении знака ордена Святого Георгия I степени на чересплечной ленте знак ордена Святого апостола Андрея Первозванного носится на орденской цепи.
6. Для особых случаев и возможного повседневного ношения предусматривается ношение миниатюрной копии знака ордена Святого Георгия IV степени.
При ношении миниатюрной копии знака ордена Святого Георгия IV степени она располагается перед другими миниатюрными копиями орденов и медалей.
При наличии у награждённого нескольких степеней ордена Святого Георгия допускается ношение на гражданской одежде миниатюрной копии знака ордена Святого Георгия IV степени вместе со знаками ордена Святого Георгия старших степеней. При этом знак ордена Святого Георгия IV степени не носится.
7. При ношении на форменной одежде лент ордена Святого Георгия на планках они располагаются выше других орденских лент по очерёдности убывания степени ордена, после ленты ордена Святого апостола Андрея Первозванного.
71. На гражданской одежде носится лента ордена Святого Георгия в виде розетки, которая располагается на уровне петлицы левого лацкана пиджака гражданского костюма. При этом носится только лента ордена в виде розетки, соответствующая высшей степени этого ордена, имеющегося у награждённого.
8. Фамилии награждённых орденом Святого Георгия заносятся для увековечения на мраморные доски в Георгиевском зале Большого Кремлёвского дворца в г. Москве.

## Описание
Орден Святого Георгия I и II степени имеет знак и звезду, III и IV степени — только знак. Лента ордена шёлковая, муаровая, из чередующихся равношироких трёх чёрных и двух оранжевых полос.
- I степень. Знак ордена из золота. Он представляет собой прямой равноконечный крест с расширяющимися концами, покрытый с обеих сторон белой эмалью. По краям креста — узкий выпуклый рант. В центре креста — круглый двусторонний медальон с выпуклой позолоченной каймой. Лицевая сторона медальона покрыта красной эмалью с изображением Святого Георгия в латах серебристого цвета, в плаще и шлеме, на белом коне. Плащ и шлем у всадника, седло и сбруя у коня золотистого цвета. Всадник обращен в правую сторону и поражает копьём золотистого цвета чёрного змея. Оборотная сторона медальона покрыта белой эмалью с изображением вензеля ордена из чёрных переплетённых букв «СГ». На нижнем конце креста — номер знака ордена. Расстояние между концами креста — 60 мм. На верхнем конце креста — ушко для крепления к ленте. Знак ордена прикрепляется к ленте шириной 100 мм.

Звезда ордена четырёхлучевая, из серебра с позолотой. В центре звезды — круглый позолоченный медальон с выпуклой каймой и вензелем ордена из чёрных переплетённых букв «СГ». По окружности медальона, на чёрном эмалевом поле с позолоченной окантовкой, — девиз ордена: «ЗА СЛУЖБУ И ХРАБРОСТЬ». В верхней части окружности, между словами, помещена позолоченная корона. Расстояние между концами противолежащих лучей звезды — 82 мм. На оборотной стороне звезды, в нижней части, — номер звезды. Звезда при помощи булавки крепится к одежде.
- II степень. Такая же звезда ордена, как и для I степени. Знак ордена такого же размера, но изготовлен из серебра с позолотой. Знак ордена прикрепляется к ленте шириной 45 мм для ношения на шее.
- III степень. Знак из серебра с позолотой, расстояние между концами креста — 50 мм. Знак ордена прикрепляется к ленте шириной 24 мм для ношения на шее.
- IV степень. Знак из серебра с позолотой, расстояние между концами креста — 40 мм. Знак при помощи ушка и кольца прикрепляется к пятиугольной колодке, обтянутой лентой шириной 24 мм.

Миниатюрная копия знака ордена Святого Георгия IV степени носится на колодке. Расстояние между концами креста — 15,4 мм, высота колодки от вершины нижнего угла до середины верхней стороны — 19,2 мм, длина верхней стороны — 10 мм, длина каждой из боковых сторон — 16 мм, длина каждой из сторон, образующих нижний угол, — 10 мм.
При ношении лент ордена используется планка высотой 12 мм, ширина ленты ордена: I степени — 45 мм; II и III степени — 32 мм; IV степени — 24 мм.
Лента ордена I степени на планке имеет на средней чёрной полосе миниатюрное условное изображение орденской звезды золотистого цвета. Лента ордена II степени на планке имеет на средней чёрной полосе миниатюрное условное изображение орденской звезды серебристого цвета. Лента ордена III степени на планке имеет на средней чёрной полосе миниатюрное условное изображение знака ордена белого цвета, центральный медальон красного цвета. Лента ордена IV степени на планке имеет на средней чёрной полосе миниатюрное условное изображение знака ордена с эмалью белого цвета, центральный медальон золотистого цвета.
На гражданской одежде носится на левой стороне груди лента ордена Святого Георгия в виде розетки. При этом носится только лента высшей степени ордена, имеющаяся у кавалера. Диаметр розетки I степени ордена — 16 мм, остальных степеней — 15 мм. На ленте ордена Святого Георгия в виде розетки крепится миниатюрное изображение: у I степени — звезды ордена из металла золотистого цвета с эмалью, у II степени — звезды ордена из металла серебристого цвета с эмалью, у III степени — креста ордена из металла с эмалью, центральный медальон красного цвета, и у IV степени — креста ордена из металла с эмалью, центральный медальон золотистого цвета. Диаметр звезды не должен превышать диаметр розетки, расстояние между концами креста равно 11 мм.
|                                 |                                 |                                 |                                 |
| Орден Святого Георгия 1 степени | Орден Святого Георгия 2 степени | Орден Святого Георгия 3 степени | Орден Святого Георгия 4 степени |

## Кавалеры
Кавалеры, известные по опубликованным источникам:

### Кавалеры II степени
1. Болдырев, Владимир Анатольевич
2. Зелин, Александр Николаевич
3. Макаров, Николай Егорович

### Кавалеры III степени
1. Герасимов, Валерий Васильевич
2. Суровикин, Сергей Владимирович[24]

### Кавалеры IV степени
1. Макаров, Сергей Афанасьевич
2. Лебедь, Анатолий Вячеславович[25]
3. Волковицкий, Вадим Юрьевич[26]
4. Садофьев, Игорь Васильевич[26]
5. Шаманов, Владимир Анатольевич
6. Урасов, Михаил Иванович
7. Герасимов, Валерий Васильевич[27]
8. Яровицкий, Юрий Давидович[14]
9. Фрадков, Михаил Ефимович[15]
10. Бортников, Александр Васильевич[28]
11. Клетёнкин, Денис Владимирович[16][17]
12. Лапин, Александр Павлович[16][17]
13. Суровикин, Сергей Владимирович[29]
14. Устинов, Евгений Алексеевич[30][31][32]
15. Золотов, Виктор Васильевич[33][34]
16. Мельянцев, Игорь Евгеньевич[35]
17. Кузовлев, Сергей Юрьевич[36]
18. Трофимов, Всеволод Вячеславович[37]
19. Ахматьянов, Булат Ринатович[38]
20. Серицкий, Игорь Анатольевич
21. Алексеев, Владимир Степанович
22. Малеваный, Александр Васильевич
23. Теплинский, Михаил Юрьевич
24. Вязников, Александр Юрьевич
25. Патрушев, Николай Платонович[39]